# Canale d'Otranto

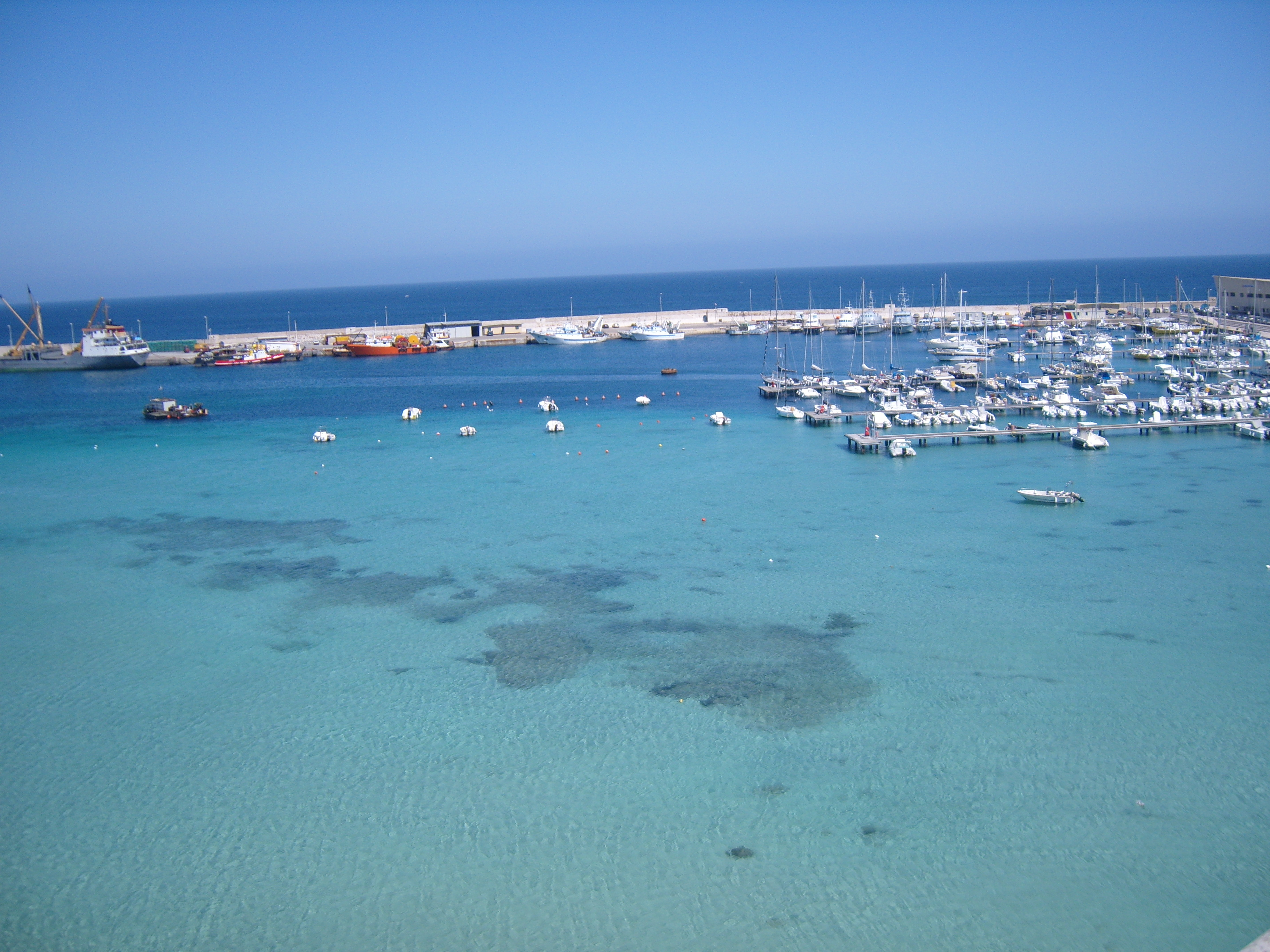
Il porto di Otranto

Il canale d'Otranto è il tratto del mar Mediterraneo che presenta la minore larghezza  fra la Puglia (Punta Palascia) e l'Albania (Capo Linguetta). Divide il mare Adriatico dal mar Ionio e prende il nome dalla città italiana di Otranto, in provincia di Lecce. Ha una larghezza di 45-55 miglia nautiche, equivalenti a 85-100 chilometri. Punta Palascìa, collocata all'estremo est del Salento a 40° 7' di latitudine nord e 18° 31' di longitudine est, è anche il punto più a oriente d'Italia ed è distante dalle coste dell'Albania 71 km.

## Storia
Sin dai tempi antichi il canale d'Otranto era di vitale importanza strategica nel Mediterraneo. I Romani lo attraversavano per trasportare le loro truppe verso est; le legioni romane giungevano così in Albania passando da Brundisium (ora Brindisi) in un solo giorno.
Anche durante la prima guerra mondiale il canale era di importanza strategica. Le flotte alleate bloccarono il canale, per lo più con forze navali leggere e pescherecci armati leggeri, ostacolando la marina austro-ungarica e mantenendola efficacemente fuori dal teatro di guerra navale.
Nel 1992 l'Albania e l'Italia hanno firmato un trattato che delimita il confine continentale tra i due paesi nel canale. Nel 1997 e nel 2004 quasi 100 persone hanno perso la vita cercando di attraversare illegalmente il canale.